# Llei de les proporcions definides

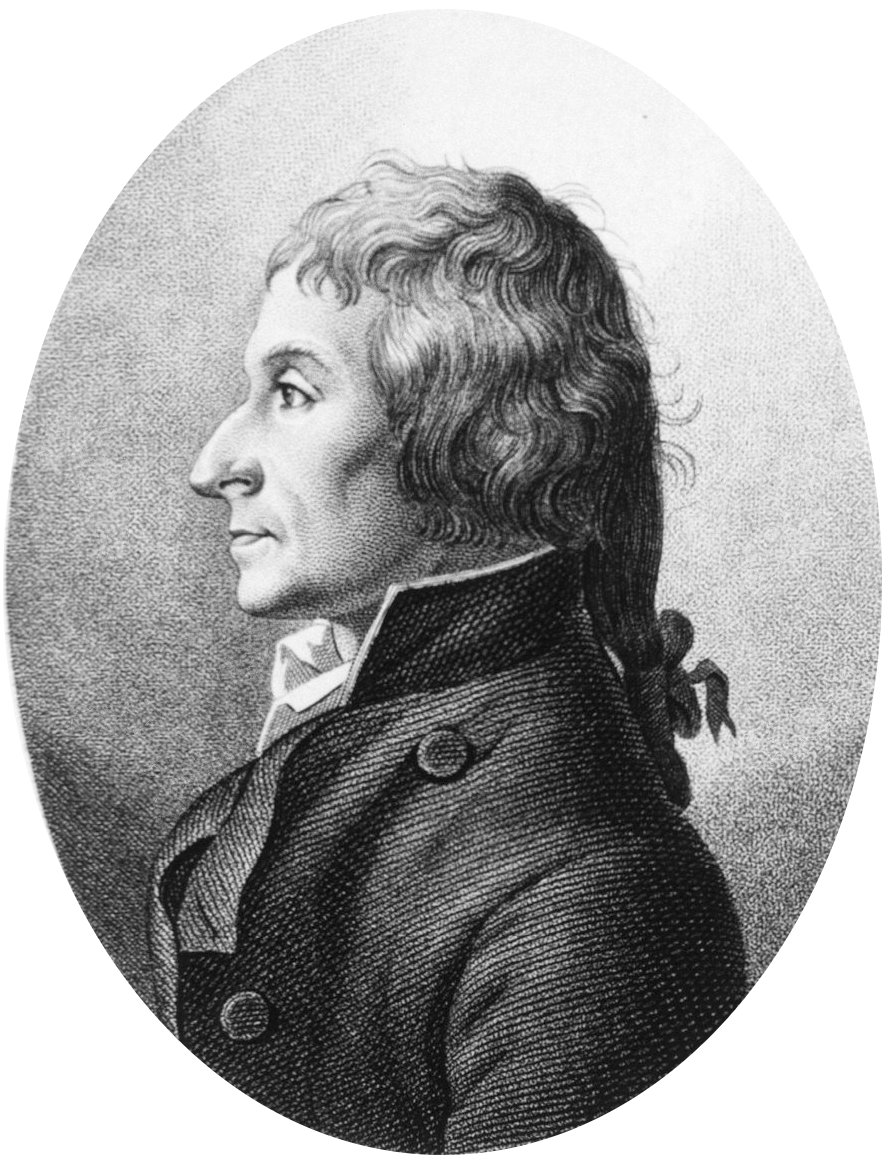
Joseph Louis Proust

La llei de les proporcions definides o llei de Proust és una de les lleis ponderals de la química enunciada el 1794 pel químic francès Joseph Louis Proust, segons la qual si dos o més elements químics es combinen per formar un determinat compost químic, ho fan en una relació de masses invariable.

## Els treballs de Proust
Aquesta llei estava implícitament reconeguda en anàlisis quantitatives per químics destacats com Joseph Black, Carl Friedrich Wenzel, Jeremias Benjamin Richter i Torbern Olof Bergman, en el segle xviii, i fou explicitada i confirmada pel químic francès Joseph Louis Proust (1754-1826) entre 1794 i 1804. Proust realitzà nombrosos experiments en els quals analitzà per gravimetria la composició d'una àmplia varietat composts: òxid de ferro(II) i òxid de ferro(III), òxid de coure(II), carbonat de coure(II), composts d'estany, clorur de coure(II), i altres, descobrint que la proporció en massa de cada un dels elements químics que els componen es mantenia constant en el compost final, i no adquiria cap valor intermedi, independentment de si eren d'origen natural o artificial, o de les condicions inicials de la síntesi.
Proust ho expressà així el 1794:
«...el principi que he establit al començament d'aquesta memòria; a saber que el ferro és com molts altres metalls, per aquesta llei de la naturalesa que presideix totes les combinacions veritables, subjecte, dic, a dues proporcions constants d'oxigen.»
I el 1799:
| Element | Fe     | O      |
| ------- | ------ | ------ |
| % massa | 69,943 | 30,057 |

| Element | Fe     | O      |
| ------- | ------ | ------ |
| % massa | 55,845 | 15,999 |

«...hom ha de reconèixer aquesta mà invisible que manté l'equilibri en la formació dels compostos, i que en configura les propietats segons la seva voluntat; hom ha de concloure que la natura no treballa d'una altra manera en les profunditats del món, que en la seva superfície, o en les mans de l'home. Aquestes proporcions sempre invariables, aquestes propietats constants que caracteritzen els veritables compostos de l'art, o aquells de la natura, en una paraula, aquest pondus naturæ ...; tot això, dic, ja no és en poder del químic que no la llei d'elecció que presideix totes les combinacions.»
Uns dels primers composts que Proust estudià foren els òxids de ferro: òxid de ferro(III), Fe₂O₃, i òxid de ferro(II), FeO. Determinà que ambdós es diferenciaven en la proporció dels seus elements, ferro i oxigen; i que aquestes proporcions es mantenien constants en un mateix compost independentment del seu origen, fos natural o obtingut de forma artificial. Així l'òxid de ferro(III) que es troba en la natura en forma del mineral hematites té la mateixa composició que l'òxid de ferro(III) del rovell, que es forma en oxidar-se el ferro exposat a l'aire, o la de l'òxid de ferro(III) que s'obté artificialment al laboratori.

Òxid de ferro(III) format mitjançant diferents mecanismes
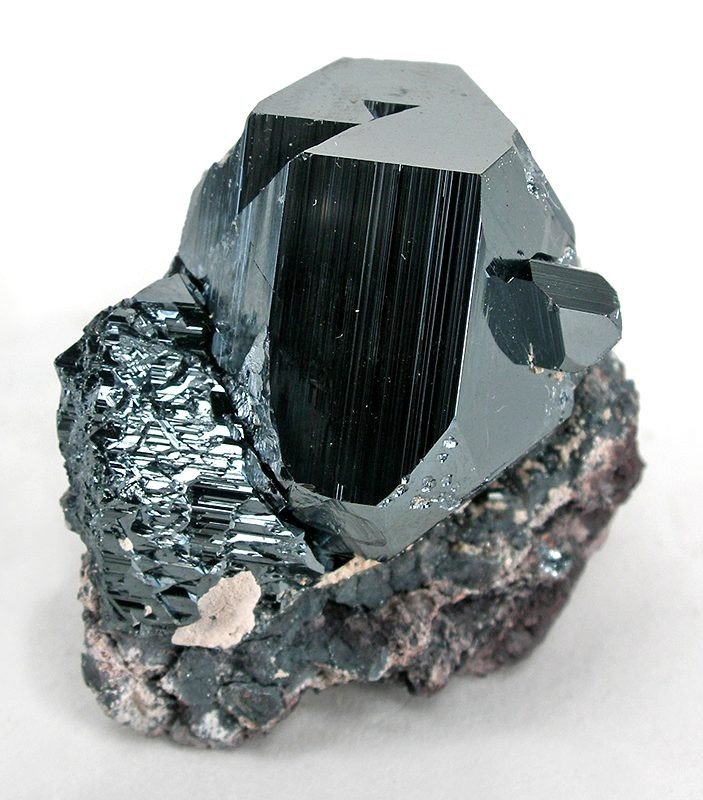
Hematites
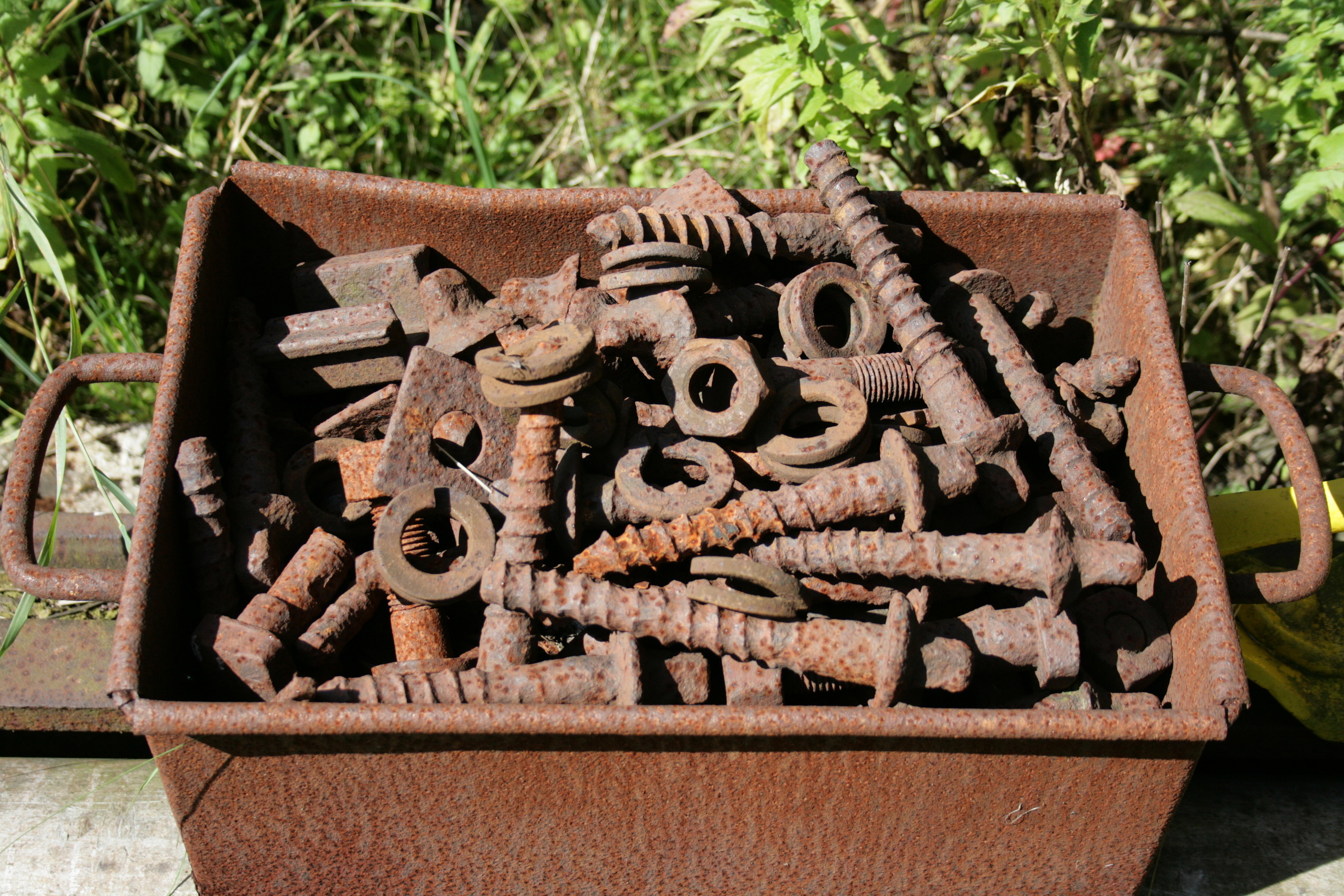
Ferro rovellat
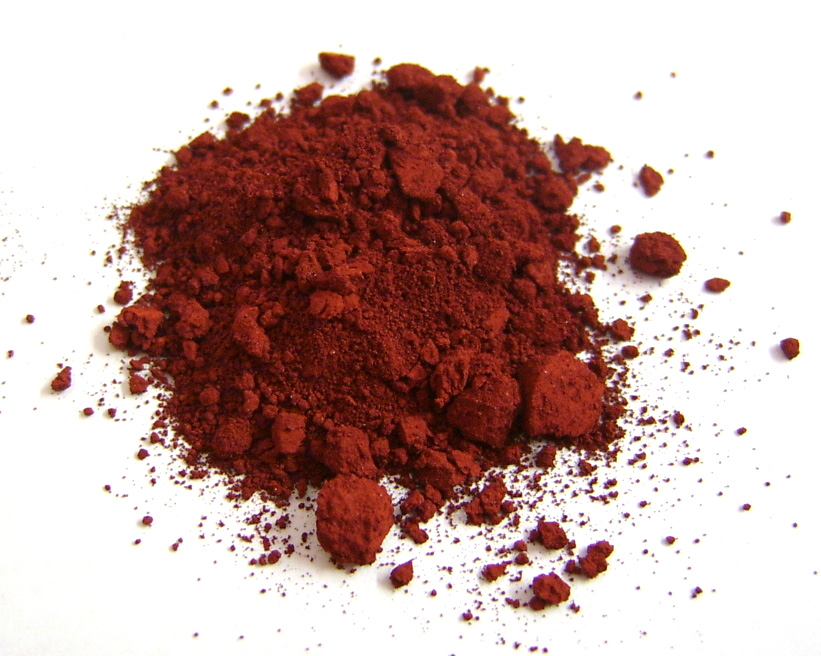
Producte de laboratori

## Oposició de Berthollet

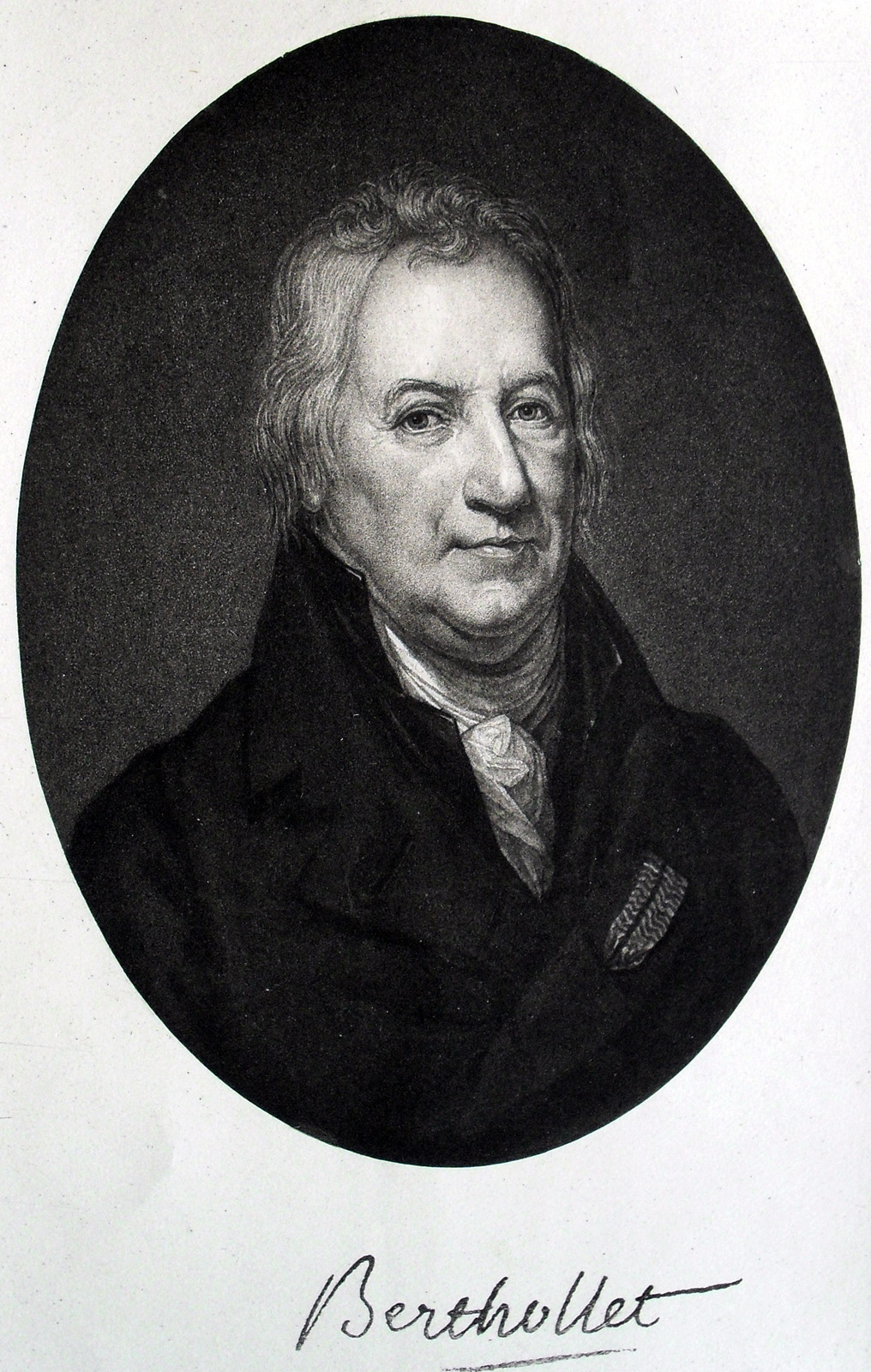
Claude Louis Berthollet, ferm opositor a la llei de Proust

La llei de Proust contradeia les opinions del químic francès Claude Louis Berthollet (1748-1822), qui defensava que les proporcions en què es combinaven els elements en un compost depenien de les condicions de la seva síntesi. Aquesta discrepància originà una polèmica molt important entre ambdós científics. Proust seguí aportant proves de la seva llei i aconseguí, mitjançant anàlisis gravimètriques molt precises, desacreditar Berthollet i demostrar que moltes de les substàncies que Berthollet considerava òxids purs eren hidrats, és a dir, composts químics amb molècules d'aigua addicionals. Proust, que treballà a Segòvia i a Madrid pel govern espanyol, disposava d'un dels millors laboratoris de química analítica del seu temps.

Entre els qui donaren suport a Proust destaquen el químic escocès Thomas Thomson, que ja a l'Encyclopædia Britannica del 1801 escriví que Proust havia demostrat que els metalls no tenien indefinits estats d'oxidació; el químic anglès John Dalton, que basà la seva teoria atòmica del 1808 en aquesta llei, de la qual concretà la formulació; i el químic suec Jöns Jacob Berzelius que aportà un elevat nombre d'anàlisis en el seu suport i que aconseguí la seva acceptació per la majoria de químics el 1812.

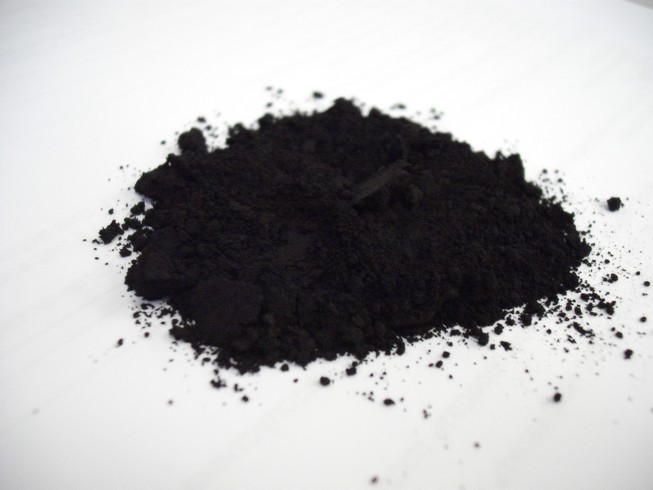
Òxid de ferro(II), FeO

El 1914, el químic rus Nikolai Semenovich Kurnakov (1860-1941) informà que durant l'estudi de l'equilibri de fases en sistemes metàl·lics havia trobat diverses fases intermèdies amb composició que variava en els percentatges en massa dels elements que les formaven. Dels seus resultats conclogué que els compostos estequiomètrics de Proust haurien de ser considerats com a tipus especials de classes de fases, que anomenà daltònids. Compostos de composició variable, els compostos no estequiomètrics, formen una classe de fases més general, que Kurnakov anomenà berthòl·lids. No s'ha trobat que aquesta no-estequiometria es produeixi sovint en compostos sòlids no moleculars. Els compostos no estequiomètrics tenen una composició química que varia entre certs límits, és característic de semiconductors i de substàncies que presenten defectes puntuals en les seves xarxes cristal·lines, com ara àtoms intersticials i vacants. Un exemple típic de berthòl·lids és l'òxid de ferro(II); la seva fórmula estequiomètrica ideal és FeO però la real és més propera a Fe0.95O. S'assumeix que els compostos no estequiomètrics són les substàncies intermediàries que es formen en reaccions que tenen lloc a la fase sòlida i són un fenomen comú per als òxids de metalls de transició. Les propietats interessants són el seu estat intensament acolorit i amb una reactivitat química diferent de la varietat estequiomètrica.